# Monumento (Semana Santa)

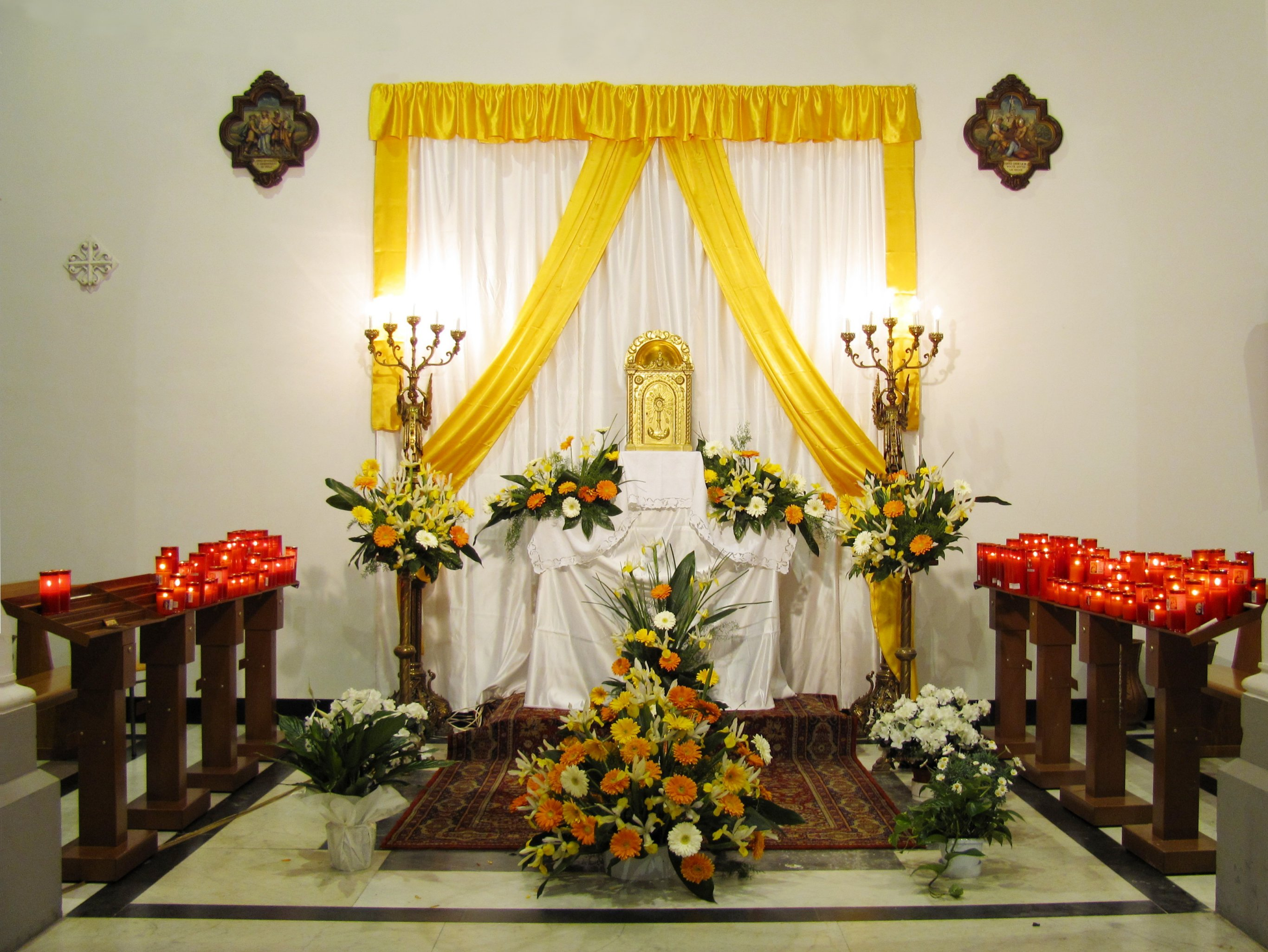
Monumento de Semana Santa, en Génova, Italia

Se llama monumento de Semana Santa a la capilla o altar donde se reserva la hostia consagrada, desde el Jueves al Viernes Santo
La tradición pudo tener origen de la antigua disciplina eclesiástica según la cual muchos días y en especial los viernes, no se consagraba y entonces se solían reservar en un lugar a propósito hostias consagradas en los días anteriores, ya para Viático de los enfermos, ya para comulgar el sacerdote en dichos días. Por esto el Jueves consagra el celebrante dos hostias de las cuales consume una y otra se lleva en procesión solemne y se reserva en el Monumento hasta el día siguiente Viernes en el que no se consagra y por cuya razón se llama aquella misa, de Presantificados, es decir, de objetos santificados anteriormente.
Además, la ceremonia de depositar el Cuerpo del Señor con la solemnidad que ahora se practica sirve para mover a los fieles a considerar las angustias y trabajos que padeció del Jueves al Viernes. Simboliza también el tiempo que Jesucristo estuvo en oración en Getsemaní, que fue tomado preso, llevado ante diferentes tribunales (Visita a las 7 iglesias) etc.
No hay memoria de que en la Iglesia goda se hiciesen Monumentos como ahora. Antes bien algunos habían introducido la costumbre de tener las iglesias cerradas todo el Viernes Santo, como que para este día no había oficios especiales por cuyo motivo mandó el IV Concilio de Toledo que lo ocupasen los obispos y curas en predicar la Pasión del Señor y en disponer a los fieles para la Comunión pascual.
El llamado Monumento por antonomasia, que damos al sepulcro del Señor, se dispone ahora de antemano en una capilla lateral del templo o en una capilla ubicada fuera del templo pero cercana a este, sin que pueda entonces celebrarse en él la misa del Jueves, ni la solemne liturgia del Viernes, ni tampoco el Oficio de tinieblas. Debe tener un altar sobre el cual se ha dispuesto sagrario vacío, que reciba en su interior los copones con las formas consagradas en la Misa en la Cena del Señor. Si el sagrario habitual está ubicado en una capilla lateral fuera del presbiterio, puede usarse ese mismo sagrario para monumento con tal que al inicio de la Misa de la Cena del Señor esté vacío y abierto, y que reciba las hostias que han sido consagradas exclusivamente en la Misa del Jueves Santo.
Puede adornarse el Monumento con todo el aparato festivo, colgaduras , frontal blanco , flores y un competente número de velas blancas las cuales no pueden ser menos de doce, según lo dispuesto por Benedicto XIV.

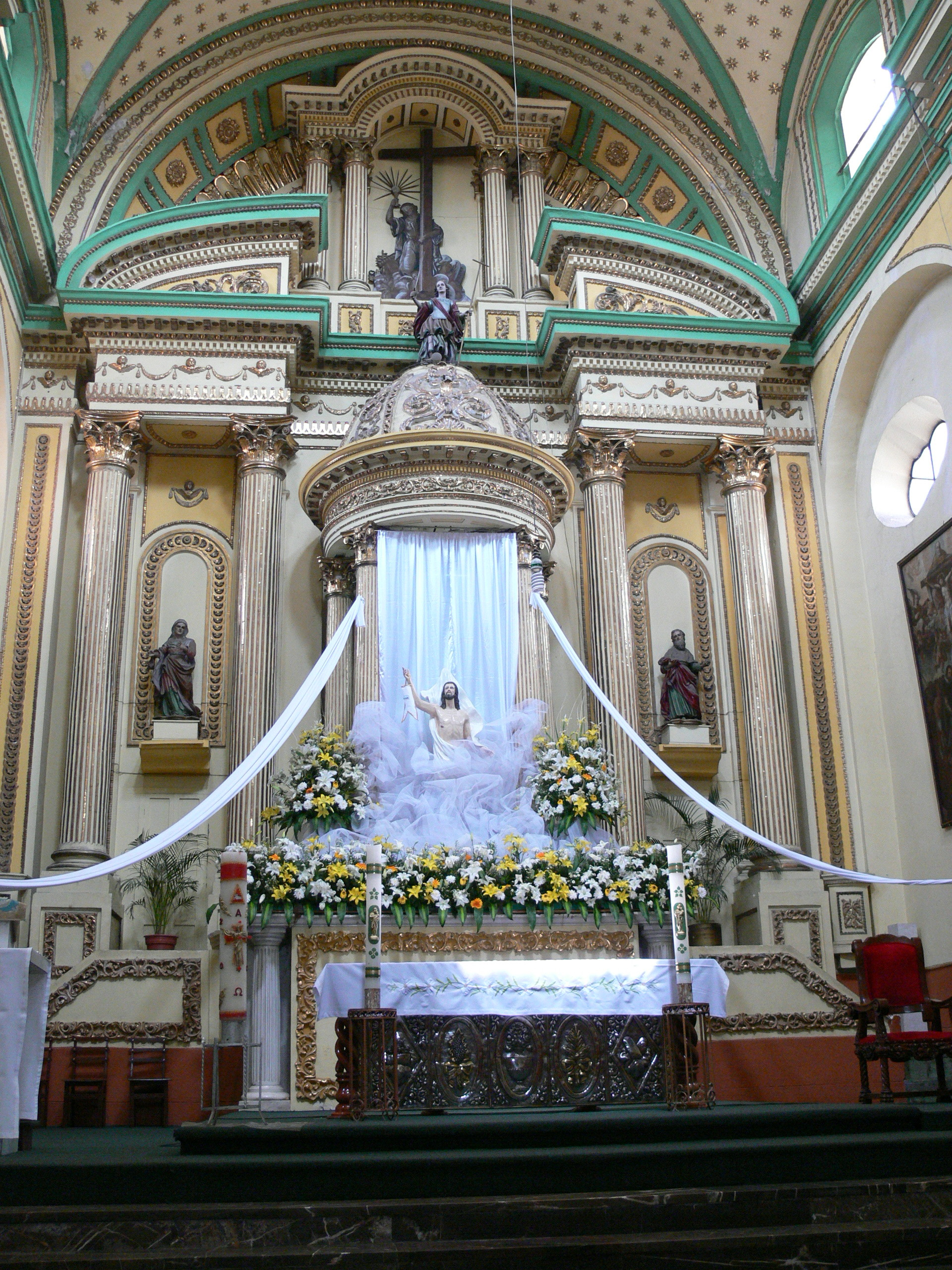
Monumento en Tlaxcala

Debe tenerse presente que en él no han de ponerse paños negros, ni trofeos de la pasión, ni tampoco reliquias, ni imágenes de santos. En lo interior del Monumento habrá un pequeño altar sin Cruz, con seis velas, frontal blanco, manteles y corporales y sobre o detrás de él una arquilla o urna(generalmente en forma de sagrario) con otro corporal. Tendrá esta una portezuela sólida como la de un sagrario. La llave de la referida urna, una vez reservado el Cuerpo del Señor debe conservarla y llevarla el celebrante de los oficios del Jueves y Viernes Santo; estando prohibido que por ningún título ni pretexto se dé a guardar dicha llave a otra persona, por encumbrada que sea. Ha de evitarse nombrar a la urna o arquilla como "sepulcro" ni que tenga forma de tal.
También se previene en algunos de dichos decretos que no tenga la urna más que una sola llave y está igualmente prohibido por decreto de la Sagrada Congregación para el Culto Divino poner el Sacramento en el Ostensorio o Custodia , de modo que pueda verse la Sagrada Hostia.
En algunas iglesias se acostumbra después de cerrada la portezuela de la urna con llave sellar por el mismo diácono la referida portezuela con unas pastillas de cera colorada y esto es una reminiscencia del sello que mandaron poner los príncipes de los sacerdotes judíos en el Sepulcro del Señor. De estas pastillas, parecidas a las llamadas Agnus Dei, se ponen una porción dentro de la misma urna o en su inmediación las cuales se distribuyen luego entre los fieles como un objeto de veneración y es lo que se llama Cera del Monumento.
En lugar de estas pastillas benditas los sacerdotes del rito armenio suelen distribuir a los peregrinos de su nación que se encuentran estos días en Jerusalén unas tiras de lienzo o tela blanca proporcionada a la talla o altura de cada uno en las cuales después de haber sido puestas sobre el Santo Sepulcro de Jesucristo y bendecidas se escriben ciertas palabras misteriosas cuyos lienzos conservan aquellos cristianos con mucha veneración y les sirven como de mortaja en la hora de su muerte.
Con asombrosa magnificencia se celebran en Jerusalén estos oficios siendo lo más notable que sirve de Monumento el mismo Sepulcro en que fue depositado el verdadero Cuerpo del Señor después de su muerte y sobre cuya piedra se coloca ahora el cáliz con la Sagrada Hostia, sin más adorno que un prodigioso número de luces.
En Roma, el Pontífice suele llevar a pie y con la cabeza descubierta el cáliz con la Sagrada Hostia hasta la capilla Paulina en la que está preparado el Monumento, bajo un palio magnífico cuyas varas llevan ocho obispos con las mitras en las manos. Quinientos sesenta y tres candelabros iluminan la magnífica capilla o Monumento construidos por los dibujos de Bernini. Esto lo realiza en San Pedro después de haber efectuado similar ceremonia, seguida de la Missa in Coena Domini, en una capilla adyacente a la Basílica de San Juan de Letrán donde se dispone también un Monumento.
En ciertos países se observa la costumbre de colgar de terciopelo o raso negro con flecos y guarniciones coloradas la capilla que sirve de Monumento. Ponen a más lámparas funerarias pendientes de la bóveda que difunden una opaca luz en aquel recinto y los vasos sagrados del culto, cálices, custodias, copones, candeleros, patenas, bordones, incensarios de oro y plata como arrojados por el suelo y en desorden al pie de la tumba de Jesús queriendo demostrar que con la muerte del Señor ha cesado la celebración de todos los misterios.